# Пентала Харикришна
Пентала Харикришна е индийски шахматист, международен гросмайстор.

## Шахматна кариера
През 1996 г. спечелва световното първенство за момчета до 10-годишна възраст.
През януари 2003 г. завършва на 2 – 3 м. с Keith Arkell в 78-ото издание на международния турнир в Хейстингс.
През 2004 г. спечелва световното първенство за юноши до 20 години.
През февруари 2005 г. заема 1 – 2 м. с Борис Гелфанд на международен турнир, организиран на Бермудските острови. През юли спечелва „Sanjin Hotel Cup“ с резултат 8,5 точки от 11 възможни, оставяйки на точка зад него Александър Мотильов. През октомври спечелва международния турнир в Hoogeveen с резултат 4 точки от 6 възможни. В края на ноември и в началото на декември участва в световната купа на ФИДЕ, където е отстранен в третия кръг от Алексей Дреев. В края на декември завършва на второ място на ежегодния турнир в Памплона.
През 2006 г. спечелва „Мемориал Дьорд Маркс“ с резултат 6,5 точки от 10 възможни и без загубена партия.
През януари 2007 г. участва в световната купа на АШП, където е отстранен в първия кръг от Александър Морозевич с 2 – 3 точки. През юли завършва на трето място на международен турнир в Монреал с резултат 5,5 точки от 9 възможни, зад Василий Иванчук и Сергей Тивяков. През август завършва на второ място на „Мемориал Дьорд Маркс“ с резултат 6 точки от 10 възможни. След последния кръг заема 1 – 2 м. с Петер Ач, но унгарецът е обявен за краен победител заради повече постигнати победи (пет срещу три).
През септември 2008 г. спечелва „SPICE Cup“ с резултат 5,5 точки от 9 възможни. След последния кръг заема 1 – 4 м. с Варужан Акобян, Александър Онищук и Леонид Криц, но индиецът е обявен за краен победител. През октомври заема второ място на европейската клубна купа с отбора на „OSG Baden Baden“. През ноември спечелва отборното първенство на Испания със състава на „C.A Solvay“.
През февруари 2009 г. спечелва „А“-турнира на международния шахматен фестивал в Нанси с резултат 7 точки от 9 възможни. През октомври спечелва международен турнир по блиц шахмат, част от програмата на „Мемориал Чигорин“.